# 川合淳二
川合 淳二（かわい じゅんじ、1936年〈昭和11年〉9月22日 - ）は、日本の農林官僚。水産庁長官を務めた。静岡県出身。

## 来歴・人物
1960年に東京大学法学部を卒業し、同年に農林省に入省した。1986年7月に大臣官房総務審議官に就任し、1992年7月から1993年10月までに水産庁長官を務めた。
2007年4月に瑞宝重光章を受章。